# The Beginning (album Melody Thornton)
The Beginning – pierwszy solowy album Melody Thornton.

## Lista utworów
1. "True Love Lasts" (featuring Pharrell)
2. "Melody (That's Ma Name)"
3. "Step It Up" (featuring Nicole Scherzinger)
4. "Have It Your Way" (featuring Chingy)
5. "My Soul Mate" (featuring Marques Houston)
6. "Can U Feel Me"
7. "You're My Reason" (Duet With Omarion)
8. "Don't Tell Me How I Feel"
9. "People Loving Me for Me"
10. "In the Beginnning (Changes)"